# Bisdom San Pablo
Het bisdom San Pablo (Latijn: Dioecesis Sancti Pauli in Insulis Philippinis) is een rooms-katholiek bisdom met als zetel San Pablo, op de Filipijnen. Het bisdom is suffragaan aan het aartsbisdom Manilla. 

## Geschiedenis
Het bisdom werd opgericht op 28 november 1966, uit delen van het bisdom Lipa. 

## Parochies
Het bisdom had in 2022 een oppervlakte van 1.918 km2 en telde 3.748.000 inwoners waarvan 81,0% rooms-katholiek was.

## Bisschoppen
- Pedro Bantigue y Natividad (26 januari 1967 - 12 juli 1995)
- Francisco Capiral San Diego (12 juli 1995 - 28 juni 2003)
- Leo Murphy Drona (14 mei 2004 - 25 januari 2013)
- Buenaventura Malayo Famadico (25 januari 2013 - 21 september 2023)
  - Mylo Hubert Claudio Vergara (apostolisch administrator: 21 september 2023 - 21 november 2024
- Marcelino Antonio Malabanan Maralit (21 september 2024 - heden)

## Galerij van afbeeldingen

Wapen van het bisdom
Bisschop Marcelino Antonio Malabanan Maralit (2024-heden)
Bisschop Buenaventura Malayo Famadico(2013-2023)
Bisschop Leo Murphy Drona (2004-2013)
Bisschop Francisco Capiral San Diego (1995-2003)
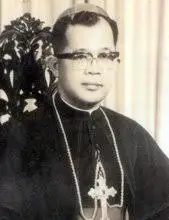
Bisschop Pedro Bantigue y Natividad (1967-1995), de eerste bisschop

Manilla (aartsbisdom) · Antipolo · Cubao · Imus · Kalookan · Malolos · Novaliches · Parañaque · Pasig · San Pablo